# Polycarpa offa
Polycarpa offa är en sjöpungsart som beskrevs av Monniot 1988. Polycarpa offa ingår i släktet Polycarpa och familjen Styelidae. Inga underarter finns listade i Catalogue of Life.